# Kubrat

La Gran Bulgaria de Kubrat y las regiones adyacentes,
c. 650.

Kubrat  (en búlgaro: Кубрат; ucraniano: Кубрат; griego: Χουβράτης; mari: Чумбылат) fue un gobernante protobúlgaro acreditado con el establecimiento de la confederación de la Antigua Gran Bulgaria en el año 632. Se dice que él lo consiguió mediante la conquista de los ávaros y uniendo a todas las tribus protobúlgaras bajo un solo gobernante.

## Datos históricos
El nombre de Kubrat es mencionado primero por el patriarca Nicéforo de Constantinopla, en su Historia Breve en el siglo IX. Sin embargo, la palabra aparece primero en las Inscripciones de Orjón de los göktürk y literalmente significa «fundación». Según la tradición nómada túrquica casi a todos los reyes se les daba un título que resumía sus logros o se destacaba como uno de los grandes, como el Gran Kan Ilterish (Il «estado», Terish «organizado», Gran Kan o Kan «rey» en túrquico) para el rey que unió los göktürk por segunda vez. El título para el rey fundador sería Gran Kan Kubrat, que significaría «El Rey Fundador».
En la Nominalia de los kanes de Bulgaria Kubrat es mencionado como Kurt del clan Dulo. Una leyenda posterior lo describiría como un descendiente de Atila el Huno. Algunos historiadores concluyen que su línea materna fue el clan Ermy, porque su tío materno Organa fue posiblemente de ese clan.
Kubrat pasó un tiempo en la corte bizantina, ya sea como rehén o por protección de la guerra dinástica en el Kaganato göktürk. Ya que el historiador bizantino del siglo VII Juan de Nikiû narra:
Quetrades (es decir, Kubrat), el príncipe de los Moutanes (es decir, los hunos), y un sobrino de Kuemaka (es decir, Organa), fue bautizado como un hijo y fue educado en Constantinopla y recibido en la comunidad cristiana en su infancia y se había criado en el palacio imperial. Él fue un amigo cercano del emperador Heraclio.
Ya sea que fuera un niño o un adulto durante su estancia en Constantinopla es poco clara, ya que el año de su nacimiento es desconocido. El tiempo exacto de este evento también se desconoce, pero probablemente coincidió con el reinado del emperador Heraclio (r. 610-641). Si los textos de arriba realmente se aplican a Kubrat entonces queda claro que durante su estancia en Constantinopla él fue educado y bautizado. Probablemente al mismo tiempo se le dio el título de Patricio, la cual fue inscrita en su anillo.
A su regreso, Kubrat tomó el poder sobre su tribu, los protobúlgaros onoguros. En algún momento, como el patriarca Nicéforo registra, Kubrat expulsó a las tropas ávaras de sus tierras y gobernó solo sobre unificados protobúlgaros, creando así la «Primitiva Gran Bulgaria», como era conocida por sus contemporáneos. Bajo su gobierno, la Primitiva Gran Bulgaria llegó a extenderse desde el delta del Danubio hasta el río Volga, y fue reconocida por un tratado firmado con Bizancio en el 635. Kubrat gobernó en paz con el Imperio bizantino, a raíz de su estrecha amistad con el emperador bizantino y, posiblemente, por su apreciación hacia la cultura bizantina.

## Tumba
En 1912 campesinos ucranianos en las cercanías de Poltava literalmente tropezaron con una tumba llena de oro y magníficos objetos de plata de peso total de 75 kg, incluyendo un anillo que finalmente permitió identificar que la tumba pertenencia al Kan Kubrat. El anillo fue inscrito en griego «Chouvr(á)tou patr(i)k(íou)», indicando la dignidad de patricio que había logrado en el mundo bizantino.